# Розмарі Акіліна
Розмарі Е. Аквіліна (англ. Rosemarie Aquilina; народилася 1957 чи 1958 року) — суддя округу Інгем, штат Мічиган, США.

## Раннє життя та освіта
Аквіліна переїхала до США зі своєю сім'єю ще маленькою, і стала натуралізованою громадянкою, коли їй виповнилося дванадцять. Вона отримала ступінь бакалавра в англійській освіті та журналістиці в університеті штату Мічиган 1979 року, а юридичну освіту — в школі права Томаса Кулі у місті Лансинг в 1984 році.

## Кар'єра
Закінчивши школу права, Аквіліна протягом десяти років працювала помічницею з адміністративних питань та керівницею кампанії сенатора Джона Ф. Келлі, а потім була партнером в його лобістській фірмі; вона також заснувала юридичну контору «Аквіліна», де вона практикувала у партнерстві з сестрою, Гелен Гартфорд. Вона організувала синдиковане радіо ток-шоу «Запитайте сімейного адвоката».
Пізніше Розмарі приєдналася до Національної гвардії армії США штату Мічиган, де отримала прізвисько «Барракуда Аквіліна»; тут вона прослужила двадцять років до виходу на пенсію. Розмарі є ад'юнкт-професоркою у школі права Кулі та в юридичному коледжі університету штату Мічиган.
У 1990-х роках Аквіліна неуспішно балотувалася до Сенату штату Мічиган. 2004 року її обрали суддею районного суду 55-го округу штату Мічиган, а в листопаді 2008 року — суддею 30-го окружного суду округу Інгем. 2006 року вона головувала у справі про прийомних батьків семирічного Рікі Голланда, які були визнані винними у його вбивстві. У липні 2013 року вона постановила, що подання про банкрутство міста Детройт є порушенням Конституції штату, і направила дорадчий меморандум президенту Обамі. У січні 2018 року вона надала право на розширені показання жертвам доктора Ларрі Нассара, колишнього лікаря олімпійської збірної США з гімнастики і засудила його на термін до 175 років у в'язниці за розбещення підлітків і молодих жінок.
Аквіліна опублікувала два романи: «Не відчувай ніякого зла» (англ. Feel No Evil) (2003) та «Вбивця потрійного хреста» (англ. Triple Cross Killer) (2017). Планує видаватися ще.

## Особисте життя
Батько Аквіліни, мальтійський уролог, який почав виробляти вино в Аргентині, і її матір, німкеня, познайомились в поїзді. Вони іммігрували зі своїми маленькими дітьми до Детройту, а потім переїхали до Сагино. Аквіліна живе в Меридіан-Тауншип зі своїми батьками. Вона вийшла заміж після закінчення університету й народила двох дітей під час навчання у школі права; після того вона народила ще одну дочку і, уже в п'ятдесятирічному віці, близнюків через банк сперми.

## Виноски
1. 1 2 3 4 5 6  In her own mold: Circuit judge wears many hats ... and cowboy boots. Washtenaw County Legal News. 21 липня 2014. Архів оригіналу за 26 січня 2018. Процитовано 26 січня 2018.
2. 1 2  Judy Putnam (12 січня 2018). Ingham judge has creative life off the bench with new crime thriller. Lansing State Journal.
3. 1 2 3 4 5  Honorable Rosemarie E. Aquilina. Ingham County, Michigan. Архів оригіналу за 25 січня 2018. Процитовано 24 січня 2018.
4. 1 2 3  Larry Nassar case: Who is Judge Rosemarie Aquilina?. BBC News. 24 січня 2018. Архів оригіналу за 28 січня 2018. Процитовано 26 січня 2018.
5. ↑  Scott Cacciola (23 січня 2018). Victims in Larry Nassar Abuse Case Find a Fierce Advocate: The Judge. The New York Times (with video by Sarah Stein Kerr). Архів оригіналу за 26 січня 2018. Процитовано 26 січня 2018.
6. ↑  Gina Kaufman; Joe Guillen (25 січня 2018). Meet the judge who proudly signed Nassar's 'death warrant'. Detroit Free Press. Архів оригіналу за 1 лютого 2018. Процитовано 26 січня 2018.
7. ↑  Brian Smith (19 липня 2013). Michigan attorney general appeals Ingham County judge ruling aimed at halting Detroit bankruptcy. MLive.com. Архів оригіналу за 25 січня 2018. Процитовано 26 січня 2018.
8. ↑  Hadley Freeman (24 січня 2018). Ask Hadley: Why Judge Rosemarie Aquilina is my style – and everything – icon. The Guardian. Архів оригіналу за 27 січня 2018. Процитовано 26 січня 2018.
9. ↑  Callum Borchers (24 січня 2018). The Fix: Judge Rosemarie Aquilina was a media master in the Larry Nassar case. The Washington Post. Архів оригіналу за 26 січня 2018. Процитовано 26 січня 2018.
10. ↑  Pete Grathoff (24 січня 2018). For Pete's Sake: Judge Rosemarie Aquilina becomes social-media star after sentencing Larry Nassar. The Kansas City Star. Архів оригіналу за 27 січня 2018. Процитовано 26 січня 2018.
11. ↑  Лікаря у США засудили на 175 років за розбещення гімнасток. bbc.com. 25.01.2018. Архів оригіналу за 16 листопада 2020. Процитовано 27.01.2018.